# Yvette Williams
Yvette Winifred Corlett, nascida Yvette Winifred Williams, NZOM MBE (Dunedin, 25 de abril de 1929 – 13 de abril de 2019) foi uma ex-multiatleta e campeã olímpica neozelandesa.
Primeira campeã olímpica da Nova Zelândia, Williams foi uma atleta versátil. Em 1947, foi campeã neozelandesa do arremesso de peso e em 1948 do salto em distância. Em 1950, nos Jogos da Commonwealth disputados em Auckland, em seu país natal, ela ganhou o ouro no salto em distância e a prata no lançamento de dardo. Em Helsinque 1952, ela conquistou a medalha de ouro no salto em distância, com a marca de 6,24 m, recorde olímpico e há apenas 1 cm do recorde mundial de Fanny Blankers-Koen. Nos mesmos Jogos, disputou as finais do arremesso de peso e do lançamento de disco.
Mostrando sua competência como multiatleta, dois anos depois, nos Jogos da Commonwealth de 1954, em Vancouver, ganhou o ouro no salto em distância, arremesso de peso e lançamento de disco, uma prata no lançamento de dardo e ainda foi sexta nos 80 m com barreiras. Neste mesmo ano, em 20 de fevereiro, quebrou o recorde mundial do salto em distância com a marca de  6,28 m.
Além de todas as modalidades que disputou e ganhou no atletismo, Yvette Williams também jogava basquetebol pela Nova Zelândia em torneios internacionais. Em 1987, ano do centenário do atletismo no país, ela foi nomeada pela imprensa esportiva neozelandesa como "Atleta do Século".
Faleceu em 13 de abril de 2019 aos 89 anos de idade.